# 난장이가 쏘아올린 작은 공 (영화)
"난장이가 쏘아올린 작은 공"은 1981년에 개봉한 대한민국의 영화이다.

## 캐스팅
- 전양자 : 어머니 역
- 안성기 : 영수 역
- 김추련 : 박우철 역
- 금보라 : 영희 역
- 전영선 : 명희 역
- 이효정 : 영호 역
- 추석양
- 성명순
- 최석
- 김민규
- 오세장
- 주상호
- 이백
- 박일
- 박용팔
- 문미봉
- 권일정
- 정미경
- 김지영
- 정미자
- 조승룡
- 박승규
- 김수진
- 송지은
- 김불이 : 김불이 역 (특별출연)